# Rugby a 7 ai Giochi della XXXIII Olimpiade - Torneo maschile
Il torneo di rugby a 7 maschile della XXXIII Olimpiade fu il 3º torneo olimpico di rugby a 7 maschile e si tenne dal 24 al 27 luglio 2024 allo Stade de France di Saint-Denis tra 12 squadre nazionali maggiori.
La Francia, come squadra del comitato organizzatore, era qualificata di diritto, mentre le altre 11 squadre provenivano dalle varie qualificazioni continentali (due dalle Americhe, una ciascuna da Europa, Africa, Asia e Oceania), dalle World Series 2022-23 (4 squadre) e dai ripescaggi (una squadra).
Federazione di riferimento per il torneo era World Rugby, organismo di governo mondiale di rugby a 7 e rugby a 15, che sovrintese alle fasi di qualificazione alla competizione.
Nel torneo di qualificazione fu l'Inghilterra a concorrere in nome della Gran Bretagna, la quale non ha una federazione propria nel rugby.
Per quanto riguarda invece l'Irlanda, qualificata al torneo olimpico nei ripescaggi, benché per World Rugby la squadra rappresenti l'intera isola, per il CIO rappresenta solo l'Éire; tuttavia gli atleti nordirlandesi hanno la facoltà di scegliere quale comitato olimpico, tra quello britannico e quello irlandese, essi preferiscano rappresentare.
Campione olimpica uscente era Figi, vincitrice sulla Nuova Zelanda nella finale dell'edizione di Tokyo.
Gli isolani giunsero in finale per la terza volta consecutiva, ma ad aggiudicarsi l'oro fu la squadra di casa della Francia, che vinse 28-7 la gara decisiva per l'oro olimpico.
Bronzo, altresì, appannaggio del Sudafrica, vittorioso 26-19 sull'Australia con una meta nel tempo di recupero quando il serratissimo incontro stava già per avviarsi verso i tempi supplementari.

## Squadre qualificate
| Fase                   | Africa  | Americhe                | Asia       | Europa                          | Oceania | World Series                                   | Ripescaggi  |
| ---------------------- | ------- | ----------------------- | ---------- | ------------------------------- | ------- | ---------------------------------------------- | ----------- |
| Ammissioni automatiche |         |                         |            | - Francia (Paese organizzatore) |         |                                                |             |
| Qualificazioni         | - Kenya | - Stati Uniti - Uruguay | - Giappone | - Irlanda                       | - Samoa | - Nuova Zelanda - Argentina - Figi - Australia | - Sudafrica |

## Formula
Le 12 squadre furono ripartite in 3 gironi da 4 squadre, denominati da A a C, in ciascuno dei quali ogni squadra incontrò le altre tre con la formula del girone all'italiana e la classifica fu stilata secondo il seguente criterio: 3 punti alla squadra vincitrice, 2 ciascuno alle squadre che pareggiassero, 1 punto in caso di sconfitta e zero punti in caso di forfeit o abbandono della partita.
Al secondo turno a eliminazione diretta passavano le prime due squadre di ogni girone e le due migliori terze; ai fini della discriminante per squadre arrivate a pari punti, quella con il miglior risultato nell'incontro diretto tra le due aveva la precedenza; quanto invece alla migliore terza, la discriminante era il punteggio in classifica e, a seguire, la differenza punti fatti/subiti, la differenza mete fatte/subite, il numero di punti e il numero di mete.
Le due migliori terze, in ordine di seeding, presero la posizione 7 e 8; a quella non qualificata ai quarti fu assegnata la posizione 9.
Nella fase a eliminazione diretta, le ultime quattro (la peggiore terza e le quarte classificate di ogni girone, con seeding da 10 a 12 secondo i criteri summenzionati) si incontrarono per il torneo di assegnazione dei posti dal nono al dodicesimo: la squadra con il seeding 9 fu accoppiata a quella con seeding 12, quella con il seeding 10 a quella con il seeding 11; le vincitrici si affrontarono per il nono posto, le perdenti per l'undicesimo.
Nei quarti di finale, invece, gli accoppiamenti furono i seguenti, nell'ordine:
1. prima classificata del girone A – terza classificata con seeding 8
2. seconda classificata del girone C – seconda classificata del girone B
3. prima classificata del girone C – seconda classificata del girone A
4. prima classificata del girone B – terza classificata con seeding 7[6].

In ordine di incontro, le squadre sconfitte disputarono i play-off per i posti dal quinto all'ottavo, mentre le vincitrici per quelli della zona medaglie.
Per l'assegnazione della medaglia di bronzo fu prevista la finale per il terzo posto tra le due squadre sconfitte nelle semifinali per il titolo.

## Gironi
| Girone A                                         | Girone B                                | Girone C                                 |
| ------------------------------------------------ | --------------------------------------- | ---------------------------------------- |
| - Nuova Zelanda - Irlanda - Sudafrica - Giappone | - Argentina - Australia - Samoa - Kenya | - Figi - Francia - Stati Uniti - Uruguay |

## Fase a gironi

### Girone A
| Data      | Incontro                  | Risultato | Sede        |
| --------- | ------------------------- | --------- | ----------- |
| 24-7-2024 | Irlanda ‒ Sudafrica       | 10-5      | Saint-Denis |
| 24-7-2024 | Nuova Zelanda ‒ Giappone  | 40-12     | Saint-Denis |
| 24-7-2024 | Irlanda ‒ Giappone        | 40-5      | Saint-Denis |
| 24-7-2024 | Nuova Zelanda ‒ Sudafrica | 17-5      | Saint-Denis |
| 25-7-2024 | Sudafrica ‒ Giappone      | 49-5      | Saint-Denis |
| 24-7-2024 | Nuova Zelanda ‒ Irlanda   | 14-12     | Saint-Denis |

#### Classifica
| Pos | Squadra       | G | V | N | P | PF | PS  | P±   | PT |
| --- | ------------- | - | - | - | - | -- | --- | ---- | -- |
| A1  | Nuova Zelanda | 3 | 3 | 0 | 0 | 71 | 29  | 42   | 9  |
| A2  | Irlanda       | 3 | 2 | 0 | 1 | 62 | 24  | 38   | 7  |
| A3  | Sudafrica     | 3 | 1 | 0 | 2 | 59 | 32  | 27   | 5  |
| A4  | Giappone      | 3 | 0 | 0 | 3 | 22 | 129 | −107 | 3  |

### Girone B
| Data      | Incontro              | Risultato | Sede        |
| --------- | --------------------- | --------- | ----------- |
| 24-7-2024 | Australia ‒ Samoa     | 21-14     | Saint-Denis |
| 24-7-2024 | Argentina ‒ Kenya     | 31-12     | Saint-Denis |
| 24-7-2024 | Australia ‒ Kenya     | 21-7      | Saint-Denis |
| 24-7-2024 | Argentina ‒ Samoa     | 28-12     | Saint-Denis |
| 25-7-2024 | Samoa ‒ Kenya         | 26-0      | Saint-Denis |
| 25-7-2024 | Argentina ‒ Australia | 14-22     | Saint-Denis |

#### Classifica
| Pos | Squadra   | G | V | N | P | PF | PS | P±  | PT |
| --- | --------- | - | - | - | - | -- | -- | --- | -- |
| B1  | Australia | 3 | 3 | 0 | 0 | 64 | 35 | 29  | 9  |
| B2  | Argentina | 3 | 2 | 0 | 1 | 73 | 46 | 27  | 7  |
| B3  | Samoa     | 3 | 1 | 0 | 2 | 52 | 49 | 3   | 5  |
| B4  | Kenya     | 3 | 0 | 0 | 3 | 19 | 78 | −59 | 3  |

### Girone C
| Data      | Incontro              | Risultato | Sede        |
| --------- | --------------------- | --------- | ----------- |
| 24-7-2024 | Francia ‒ Stati Uniti | 12-12     | Saint-Denis |
| 24-7-2024 | Figi ‒ Uruguay        | 40-12     | Saint-Denis |
| 24-7-2024 | Francia ‒ Uruguay     | 19-12     | Saint-Denis |
| 24-7-2024 | Figi ‒ Stati Uniti    | 38-12     | Saint-Denis |
| 25-7-2024 | Stati Uniti ‒ Uruguay | 33-17     | Saint-Denis |
| 25-7-2024 | Figi ‒ Francia        | 19-12     | Saint-Denis |

#### Classifica
| Pos | Squadra     | G | V | N | P | PF | PS | P±  | PT |
| --- | ----------- | - | - | - | - | -- | -- | --- | -- |
| C1  | Figi        | 3 | 3 | 0 | 0 | 97 | 36 | 61  | 9  |
| C2  | Francia     | 3 | 1 | 1 | 1 | 43 | 43 | 0   | 6  |
| C3  | Stati Uniti | 3 | 1 | 1 | 1 | 57 | 67 | −10 | 6  |
| C4  | Uruguay     | 3 | 0 | 0 | 3 | 41 | 92 | −51 | 3  |

## Fase aplay-off

### Play-offper il 9º posto
|  | Semifinali | Semifinali | Semifinali |       |       | Finale 9º posto  | Finale 9º posto  | Finale 9º posto  |  |
|  |            |            |            |       |       |                  |                  |                  |  |
|  | B3         | Samoa      | 42         |       |       |                  |                  |                  |  |
|  | B3         | Samoa      | 42         |       |       |                  |                  |                  |  |
|  | A4         | Giappone   | 7          |       |       |                  |                  |                  |  |
|  | A4         | Giappone   | 7          |       | Samoa | Samoa            | 5                |                  |  |
|  |            |            |            |       | Samoa | Samoa            | 5                |                  |  |
|  |            |            | Kenya      | Kenya | 10    |                  |                  |                  |  |
|  | C4         | Uruguay    | Kenya      | Kenya | 10    | 14               |                  |                  |  |
|  | C4         | Uruguay    |            |       |       | 14               |                  |                  |  |
|  | B4         | Kenya      | 19         |       |       | Finale 11º posto | Finale 11º posto | Finale 11º posto |  |
|  | B4         | Kenya      | 19         |       |       |                  |                  |                  |  |
|  |            |            |            |       |       |                  |                  |                  |  |
|  |            |            |            |       |       | Giappone         | Giappone         | 10               |  |
|  |            |            |            |       |       | Giappone         | Giappone         | 10               |  |
|  |            |            |            |       |       | Uruguay          | Uruguay          | 21               |  |

#### Semifinali
| Arbitro: | Gianluca Gnecchi |

|                                                                |    |               |
| Scanlan 1’, 3’ Apelu 8’ Leitufia 10’ Maiava 12’ Lalomilo 14+1’ | mt | 7+1’ Noguchi  |
| Leitufia 1’, 3’ Scanlan 8’, 10’ Maiava 12’ Apelu 14+1’         | tr | 7+1’ Taninaka |

| Arbitro: | Paulo Duarte |

|                                   |    |                                   |
| Tafernaberry 1’ Amaya 14+2’       | mt | 9’ Okeyo 11’ Asati 18’ Okong’o Po |
| Tafernaberry 1’ Lijtenstein 14+2’ | tr | 9’, 11’ Mboya                     |

#### Finale per l'11º posto
| Arbitro: | Morné Ferreira |

|                      |    |                              |
| Ishida 7’ Tsuoka 12’ | mt | 1’, 4’ J. González 2’ Vinals |
|                      | tr | 1’, 2’, 4’ Tafernaberry      |

#### Finale per il 9º posto
| Arbitro: | Tevita Rokovereni |

|            |    |              |
| Opetai 11’ | mt | 3’, 8’ Okeyo |

### Play-offmedaglie
|  | Quarti di finale | Quarti di finale | Quarti di finale |           |           | Semifinali | Semifinali | Semifinali |           |                 | Finale          | Finale          | Finale |  |
|  |                  |                  |                  |           |           |            |            |            |           |                 |                 |                 |        |  |
|  | A1               | Nuova Zelanda    | 7                |           |           |            |            |            |           |                 |                 |                 |        |  |
|  | A1               | Nuova Zelanda    | 7                |           |           |            |            |            |           |                 |                 |                 |        |  |
|  | A3               | Sudafrica        | 14               |           |           |            |            |            |           |                 |                 |                 |        |  |
|  | A3               | Sudafrica        | 14               |           | Sudafrica | Sudafrica  | 5          |            |           |                 |                 |                 |        |  |
|  |                  |                  |                  |           | Sudafrica | Sudafrica  | 5          |            |           |                 |                 |                 |        |  |
|  |                  |                  | Francia          | Francia   | 19        |            |            |            |           |                 |                 |                 |        |  |
|  | B2               | Argentina        | Francia          | Francia   | 19        | 14         |            |            |           |                 |                 |                 |        |  |
|  | B2               | Argentina        |                  |           |           |            |            |            |           |                 |                 |                 |        |  |
|  | C2               | Francia          | 26               |           |           |            |            |            |           |                 |                 |                 |        |  |
|  | C2               | Francia          | 26               |           | Francia   | Francia    | 28         |            |           |                 |                 |                 |        |  |
|  |                  |                  |                  |           |           |            |            |            |           |                 |                 |                 |        |  |
|  |                  |                  | Figi             | Figi      | 7         |            |            |            |           |                 |                 |                 |        |  |
|  | C1               | Figi             | Figi             | Figi      | 7         | 19         |            |            |           |                 |                 |                 |        |  |
|  | C1               | Figi             |                  |           |           | 19         |            |            |           |                 |                 |                 |        |  |
|  | A2               | Irlanda          | 15               |           |           |            |            |            |           |                 |                 |                 |        |  |
|  | A2               | Irlanda          | 15               |           | Figi      | Figi       | 31         |            |           | Finale 3º posto | Finale 3º posto | Finale 3º posto |        |  |
|  |                  |                  |                  |           | Figi      | Figi       | 31         |            |           |                 |                 |                 |        |  |
|  |                  |                  | Australia        | Australia | 7         |            |            |            |           |                 |                 |                 |        |  |
|  | B1               | Australia        | Australia        | Australia | 7         | 18         |            |            | Sudafrica | Sudafrica       | 26              |                 |        |  |
|  | B1               | Australia        |                  |           |           |            |            |            | Sudafrica | Sudafrica       | 26              |                 |        |  |
|  | C3               | Stati Uniti      | 0                |           |           | Australia  | Australia  | 19         |           |                 |                 |                 |        |  |

#### Quarti di finale
| Arbitro: | Adam Leal |

|                |    |                    |
| Leo 7+3’       | mt | 3’ Davids 7’ Leyds |
| Knewstubb 7+3’ | tr | 3’, 7’ Leyds       |

| Arbitro: | Jordan Way |

|                                  |    |                           |
| Isgró 9’ Moneta 12’ Dupont 14+1’ | mt | 4’ Timo 5’, 7’ Grandidier |
| Mare 9’ Pellandini 12’           | tr | 4’, 5’, 7’ Rebbadj        |

| Arbitro: | Nick Hogan |

|                                       |    |                        |
| Baleiwairiki 1’ Nasowa 11’ Nacuqu 12’ | mt | 5’, 7’ Mullins 9’ Ward |
| Teba 1’ Veilawa 12’                   | tr |                        |

| Arbitro: | Jérémy Rozier |

|                                     |      |  |
| Turner 5’ Toole 9’ Longbottom 14+1’ | mt   |  |
| Longbottom 14’                      | c.p. |  |

#### Play-offper il 5º posto
|  | Semifinali    | Semifinali    | Semifinali |         |               | Finale 5º posto | Finale 5º posto | Finale 5º posto |  |
|  |               |               |            |         |               |                 |                 |                 |  |
|  | Nuova Zelanda | Nuova Zelanda | 17         |         |               |                 |                 |                 |  |
|  | Nuova Zelanda | Nuova Zelanda | 17         |         |               |                 |                 |                 |  |
|  | Argentina     | Argentina     | 12         |         |               |                 |                 |                 |  |
|  | Argentina     | Argentina     | 12         |         | Nuova Zelanda | Nuova Zelanda   | 17              |                 |  |
|  |               |               |            |         | Nuova Zelanda | Nuova Zelanda   | 17              |                 |  |
|  |               |               | Irlanda    | Irlanda | 7             |                 |                 |                 |  |
|  | Irlanda       | Irlanda       | Irlanda    | Irlanda | 7             | 17              |                 |                 |  |
|  | Irlanda       | Irlanda       |            |         |               | 17              |                 |                 |  |
|  | Stati Uniti   | Stati Uniti   | 14         |         |               | Finale 7º posto | Finale 7º posto | Finale 7º posto |  |
|  | Stati Uniti   | Stati Uniti   | 14         |         |               |                 |                 |                 |  |
|  |               |               |            |         |               |                 |                 |                 |  |
|  |               |               |            |         |               | Argentina       | Argentina       | 19              |  |
|  |               |               |            |         |               | Argentina       | Argentina       | 19              |  |
|  |               |               |            |         |               | Stati Uniti     | Stati Uniti     | 0               |  |

##### Semifinali
| Arbitro: | Ben Breakspear |

|                                    |    |                      |
| Rokolisoa 3’ Leo 14’ Knewstubb 20’ | mt | 6’ Wade 12’ González |
| Rokolisoa 3’                       | tr | 6’ Wade              |

| Arbitro: | Francisco González |

|                                  |    |                       |
| Lennox 1’ Ward 14’ Kennedy 14+2’ | mt | 7’ Cummings 11’ Baker |
| Lennox 1’                        | tr | 7’, 14’ Tomasin       |

##### Finale per il 7º posto
| Arbitro: | Nick Hogan |

|                           |    |  |
| Osadczuk 7’, 9’ Isgró 13’ | mt |  |
| Wade 7’, 9’               | tr |  |

##### Finale per il 5º posto
| Arbitro: | Gianluca Gnecchi |

|                           |    |              |
| Carter 3’ Rush 8’ Leo 12’ | mt | 7+2’ Mullins |
| Knewstubb 12’             | tr | 7+2’ Roche   |

#### Play-offper il titolo

##### Semifinali
| Arbitro: | Reuben Keane |

|          |    |                              |
| Leyds 8’ | mt | 11’, 14’ Rebbadj 14+1’ Sepho |
|          | tr | 11’, 14’ Rebbadj             |

| Arbitro: | AJ Jacobs |

|                                                          |      |            |
| Nasova 7+1’ Baleiwairiki 8’ Rasaku 11’ Ravutaumada 14+1’ | mt   | 6’ Dowling |
| Teba 7+1’, 8’ Nacuqu 11’, 14+1’                          | tr   | 6’ Roache  |
| Veilawa 14’                                              | c.p. |            |

##### Finale per il 3º posto
| Arbitro: | Jérémy Rozier |

|                                    |    |                                  |
| Davids 7’, 10’, 11’ Williams 14+1’ | mt | 5’ Lawson 12’ Toole 14’ Paterson |
| Leyds 10’, 11’ Soyizwapi 14+1’     | tr | 5’, 12’ Roache                   |

##### Finale
| Arbitro: | Jordan Way |

|                                                                                   |              |                                                                                            |
| Joseph 5’ Grandidier 8’ Dupont 13’, 14+1’                                         | mt           | 2’ Talacolo                                                                                |
| Rebbadj 5’ Riva 8’, 13’ Barraque 14+1’                                            | tr           | 2’ Teba                                                                                    |
| · Timo · 8’ Rebbadj · 8’ Parez · 14’ Riva · Joseph · 12’ Zeghdar · 14’ Grandidier | Formazioni   | · Nasova 8’ · Talacolo 11’ · Baleiwairiki · Tuwai 13’ · Teba 11’ · Ravutaumada · Josaia 8’ |
| · 8’ Dupont · 8’ Pasquet · 12’ Sepho · 14’ Épée · 14’ Barraque                    | Sostituzioni | · Mocenacagi 8’ · Rasaku 8’ · Matana 11’ · Nacuqu 11’ · Veilawa 13’                        |
| Jérôme Daret                                                                      | Allenatori   | Osea Kolinisau                                                                             |

## Classifica finale
| Pos. | Nazione       |
| ---- | ------------- |
|      | Francia       |
|      | Figi          |
|      | Sudafrica     |
| 4    | Australia     |
| 5    | Nuova Zelanda |
| 6    | Irlanda       |
| 7    | Argentina     |
| 8    | Stati Uniti   |
| 9    | Kenya         |
| 10   | Samoa         |
| 11   | Uruguay       |
| 12   | Giappone      |